# John Ducey
John Joseph Ducey (Endwell, 21 de janeiro de 1969) é um ator norte-americano qua apareceu em 20 séries telivisivas.
Foi um personagem regular em Oh Grow Up, Alan Ball da ABC e o sitcom Six Feet Under, trabalho na série da Warner Bros. Sabrina, the Teenage Witch, foi Jamie em Will and Grace. Em 2003, apareceu em According to Jim, Scrubs, Joey, Malcolm in the Middle, Freddie, Hot Properties, My Name Is Earl, Desperate Housewives, e How I Met Your Mother. Entre 2009 e 2010 interpretou o pai dos Jonas Brothers em JONAS. Em 2011 atuou em The Suite Life Movie (em português, Zack & Cody - O Filme) e um ano depois fez um episódio de iCarly, iFind Spencer Friends, que obteve 3.3 milhões de telespectadores.
Também já trabalhou em Caroline in the City, Yes Dear, e em 1998 Fantasy Island.
Ducey apareceu em poucos filmes, incluindo Deep Impact. Trabalhou com Michael Jordan no filme de motion capture dos Looney Tunes de 1996 Space Jam.
O Avô materno de Ducey foi o famoso jogador de baseball, Johnny Dickshot.
Em 5 de Julho, 2008, Ducey casou com a atriz Christina Moore.